# Højlund Skov
Højlund Skov är en skog i Danmark.   Den ligger i Horsens kommun i Region Mittjylland, i den centrala delen av landet, 180 km väster om Köpenhamn. Højlund Skov ligger vid sjön Mossø. Högsta punkten i Højlund Skov är Sukkertoppen, 108 m ö.h.